# Керченский металлургический завод
ГУП РК «Керченский металлургический завод», ранее — Керченский металлургический комбинат, Завод имени Войкова — одно из старейших крымских металлургических предприятий, расположенное в северной части Керчи на берегу Керченского пролива. Завод построен в конце XIX в. для переработки железной руды, добываемой на Камыш-Бурунском железорудном комбинате.
Предприятие было захвачено в ходе аннексии Крыма Российской Федерацией.
14 марта 2017 года было образовано Государственное унитарное предприятие «Керченский металлургический завод», которое на данный момент включает цеха стрелочных переводов, литейный и механо-кузнечный, стальной эмалированной посуды, пластмассовых изделий и цех декалькомании.
Сегодня Керченский металлургический завод — системообразующее для Керчи и Крыма предприятие, на котором трудится более 1,5 тысяч человек.
Предприятие расположено в 200 км от административного центра Республики Крым — города Симферополя, 4,5 км от морского порта города Керчи, 15 км от Крымского моста. Рядом с заводом находится автомагистраль международного сообщения и промежуточная железнодорожная станция «Керченский Завод».
Производственная площадь предприятия — 115,75 га, имеются подъездные автомобильные и железнодорожные пути, расстояние до морского порта 5,4 км.

## История
Археологические находки свидетельствуют о производстве железа в Пантикапее во время Боспорского царства — в I веке до н. э. В новое время чугуноплавильный завод был построен в 1845 году, но, просуществовав всего 10 лет, уничтожен англичанами в годы Крымской войны.
В 1897 году было начато строительство, а в 1900 — заработал завод, существующий по сей день.
30 мая 1900 года была задута первая домна. Затем вторая, обе небольшие, каждая мощностью по 50 тыс. тонн чугуна. Заработал Новокарантинный рудник. Летом 1902 года завод был остановлен. Весной 1913 года завод был продан Таганрогскому металлургическому обществу. 30 сентября 1913 года дала плавку первая домна. 14 января 1914 года была задута вторая домна.
Брянский завод (Керченский металлургический) во время Первой мировой войны выполнял заказы для фронта: изготовлял снаряды для тяжёлой артиллерии, гранаты, рельсы, собирал паровозы и вагоны, ремонтировал военную технику. К 1917 году производство на металлургическом заводе стало быстро сокращаться, а 26 июня и вовсе остановилось, так как уголь с Донбасса перестал поступать вообще. Брянский завод долго агонизировал, подвергаясь нещадному разграблению при менявшихся властях. В 1920 году белые использовали его для ремонта железнодорожной техники, в том числе и бронепоездов. Завод и подъездные пути подвергался неоднократным бомбёжкам авиации Красной армии.
В 1922 году Керченский металлургический завод был приписан к тресту «Югосталь», часть оборудования вывезли на заводы в Донбассе. В начале 20-х годов предприятие выполняло мелкосерийный ремонт паровозов (в 1921—1922 годах было отремонтировано 10 локомотивов). В 1925 году при пожаре сгорела контора, в которой хранились все заводские архивы. Фактически, завод был полностью уничтожен. 12 мая 1925 года Политбюро ЦК ВКП(б) принимает решение о строительстве Керченского металлургического завода. В ноябре 1927 года не построенному ещё заводу было присвоено имя П. Л. Войкова.
20 апреля 1930 года заработала первая домна КМЗ. Летом 1930 года начал работу томасовский и прокатный цех, вступил в строй блюминг и рельсо-балочный стан. Вступила в строй электростанция и коксово-химические производство из 255 печей. В 1932 году заработал ванадиевый цех комбината.

К 1941 на предприятии работали единственные в СССР томасовские конвертеры. В первый месяц войны около 2,5 тыс. работников завода ушло в армию. Осенью 1941 года с предприятия шла эвакуация оборудования. В 1944 году после освобождения Керчи было принято решение начать восстановление завода.

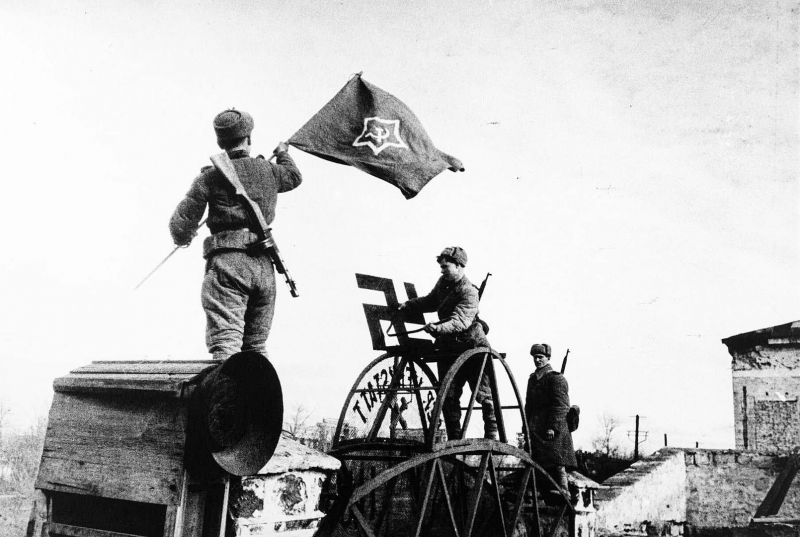
Советский солдат срывает свастику с ворот завода имени Войкова в освобожденной Керчи. Фото Е. Халдей
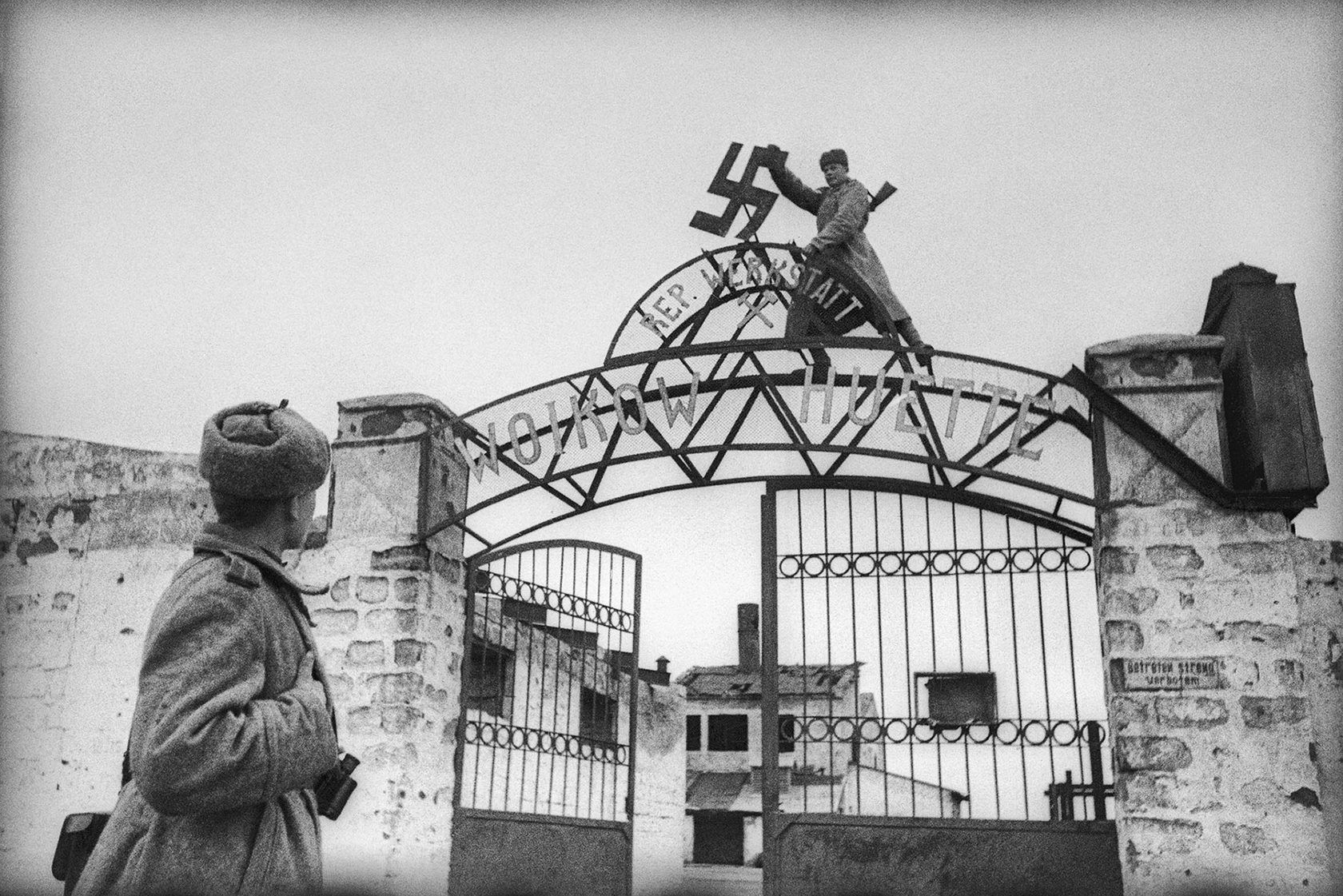
Завод снова советский Фото Е. Халдей
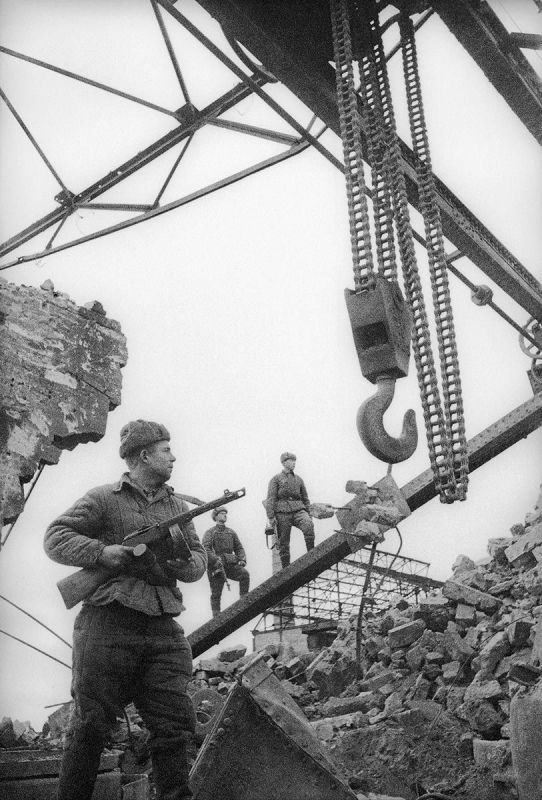
Советские автоматчики в разрушенном цеху Керченского металлургического завода, апрель 1944, фото Е. Халдей
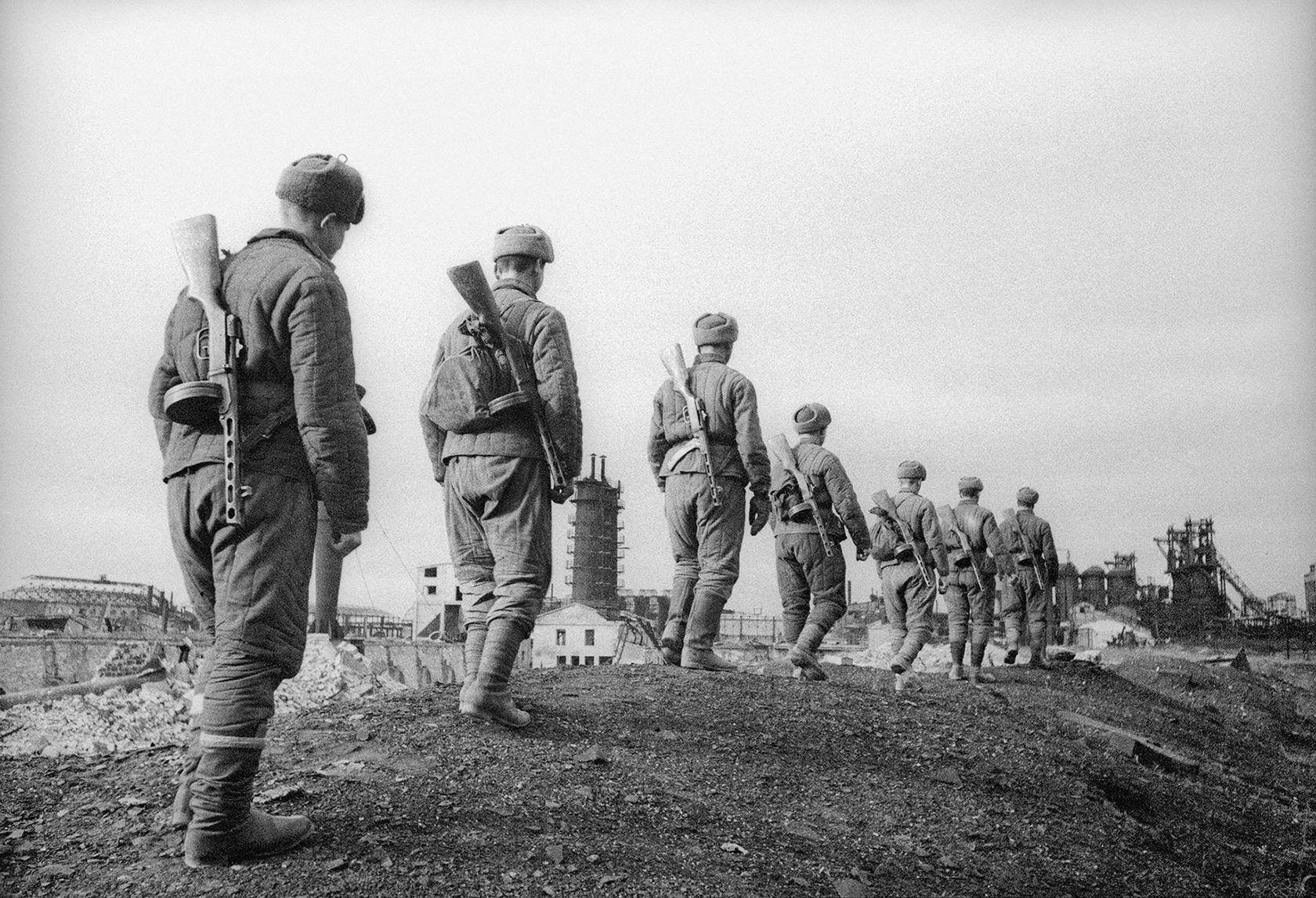
Советские автоматчики на территории Керченского металлургического завода им. Войкова Фото Е. Халдей

Осенью 1948 года были разобраны завалы, мешающие строительству вспомогательных цехов.
В 1949 году началось строительство двух вспомогательных цехов — фасоннолитейного и кузнечного. Строительством завода занималось СУ «Керчьметаллургстрой».
В мае 1954 продукцию дал фасонно-литейный цех. Его проектная мощность составила 35 тысяч тонн.
В июле 1955 года в состав КМЗ вошёл коксохимзавод имени Кирова, вместе с восстановленными литейным и механическим цехами, в которых делалось оборудование и запчасти для коксовых заводов. В октябре произошёл пуск кузнечного цеха.
Осенью 1956 года в строй был введён механический цех. Цех сразу же превратился в механокузнечный, в его состав в качестве участка вошла кузница. С первых дней своей работы МКЦ обрабатывал промышленное литье для металлургических предприятий и делал детали для комбайнов.
В 1962 году КМЗ выпускал амбразуры и холодильники к домнам, проводки для прокатных станов, вентили к газовым баллонам.
В 1963-м начали осваивать выпуск кранов производительностью пять тонн, камнеуборочных машин для строек, электрооборудования для химических заводов.
В 1965 году литейщики стали выпускать изложницы повышенной стойкости для «Днепроспецстали», для Ждановского завода имени Ильича — более долговечные вставки для изложниц. Механокузнечный цех освоил производство металлоконструкций для завода имени Дзержинского, а также бичей для дробильных молотов аглофабрики этого же предприятия.
30 декабря 1974 года был введён в эксплуатацию цеха стальной эмалированной посуды, 4 января 1975 года он запустил свой конвейер.

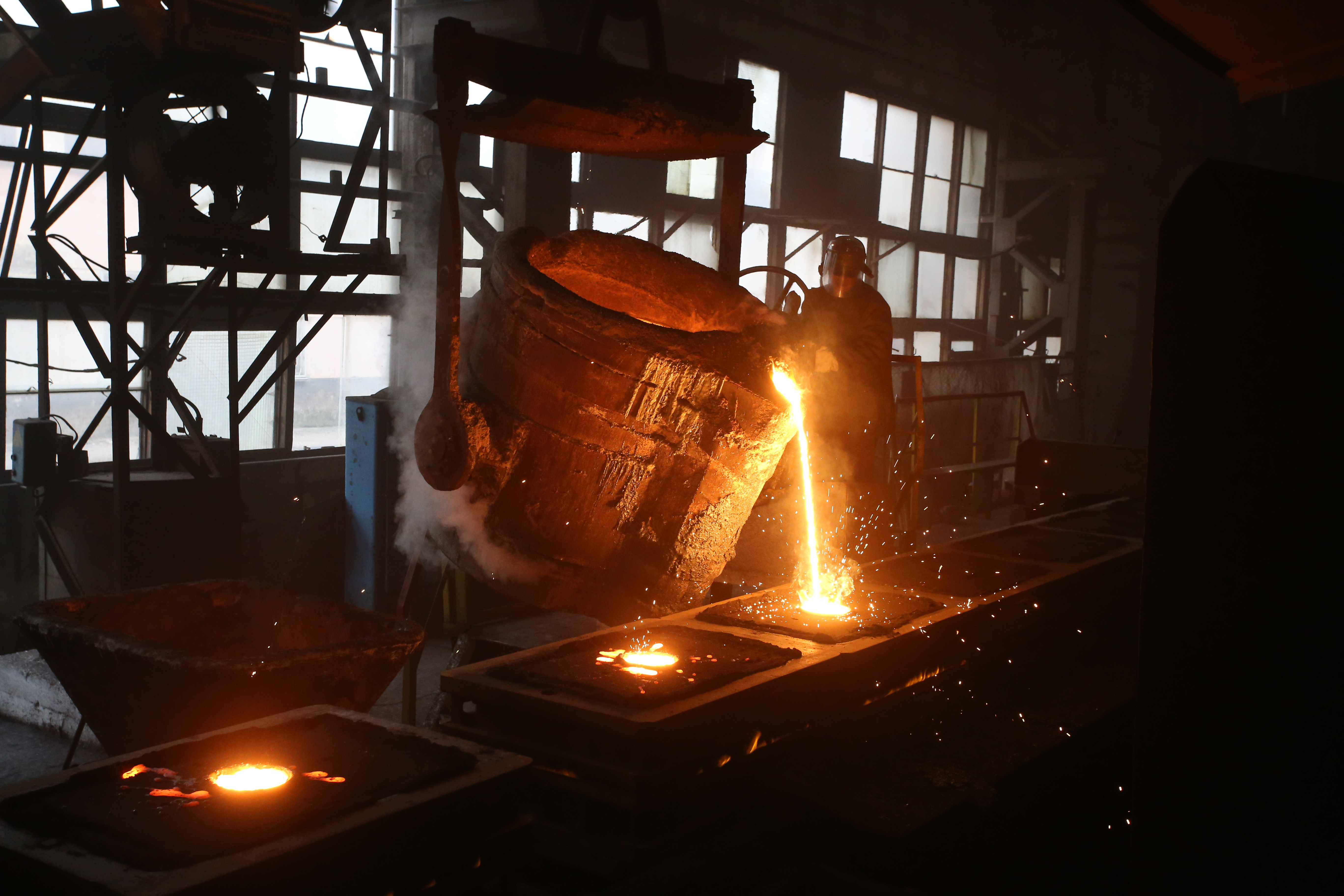
Литейный цех Керченского металлургического завода

В 1978-м и заложили корпус цеха стрелочных переводов.
В начале июня 1981 года сдали в эксплуатацию здание цеха стрелочных переводов.
В январе 1982 года на КМЗ состоялась закладка корпуса цеха деколи, которому было суждено стать крупнейшим в Европе.
В 1983 году ЦСП освоил два вида стрелочных переводов. Один для предприятий чёрной металлургии, другой — для горнодобывающей промышленности. К 30 декабря было завершено строительство цеха деколи, накануне нового года он был сдан рабочей комиссии. Пусконаладочные работы начались в середине января 1984 года, к концу следующего месяца были закончены. В марте с высокой оценкой цех приняла государственная комиссия.
В 1986 году в цехе эмальпосуды была закончена первая очередь реконструкции участка декора.
В 1988 году КМЗ перешёл на так называемую первую модель хозрасчёта.

Зимой 1991 года приборостроительный завод «Витязь» вошёл в состав КМЗ.

Цех стрелочных переводов КМЗ

24 марта 1992 года, приказом Фонда госимущества АР Крым многопрофильное предприятие КМЗ было переименовано в комбинат. В июле КМК объединился с одним из крупнейших в Белогорском районе Крыма колхозом имени Чапаева. В этом же году началась реконструкция печей обжига. Однако, кроме приобретений, были и потери. Разорванные производственно-экономические и торговые связи привели к снижению производства стрелочных переводов. Было решено наладить выпуск собственных крестовин к переводам.
В соответствии с решением фонда имущества АР Крым и организации арендаторов АП «Керченский металлургический комбинат им. Войкова» от 6 февраля 1996 года арендное предприятие «КМК им. Войкова» преобразовано в ОАО «Керченский металлургический комбинат».

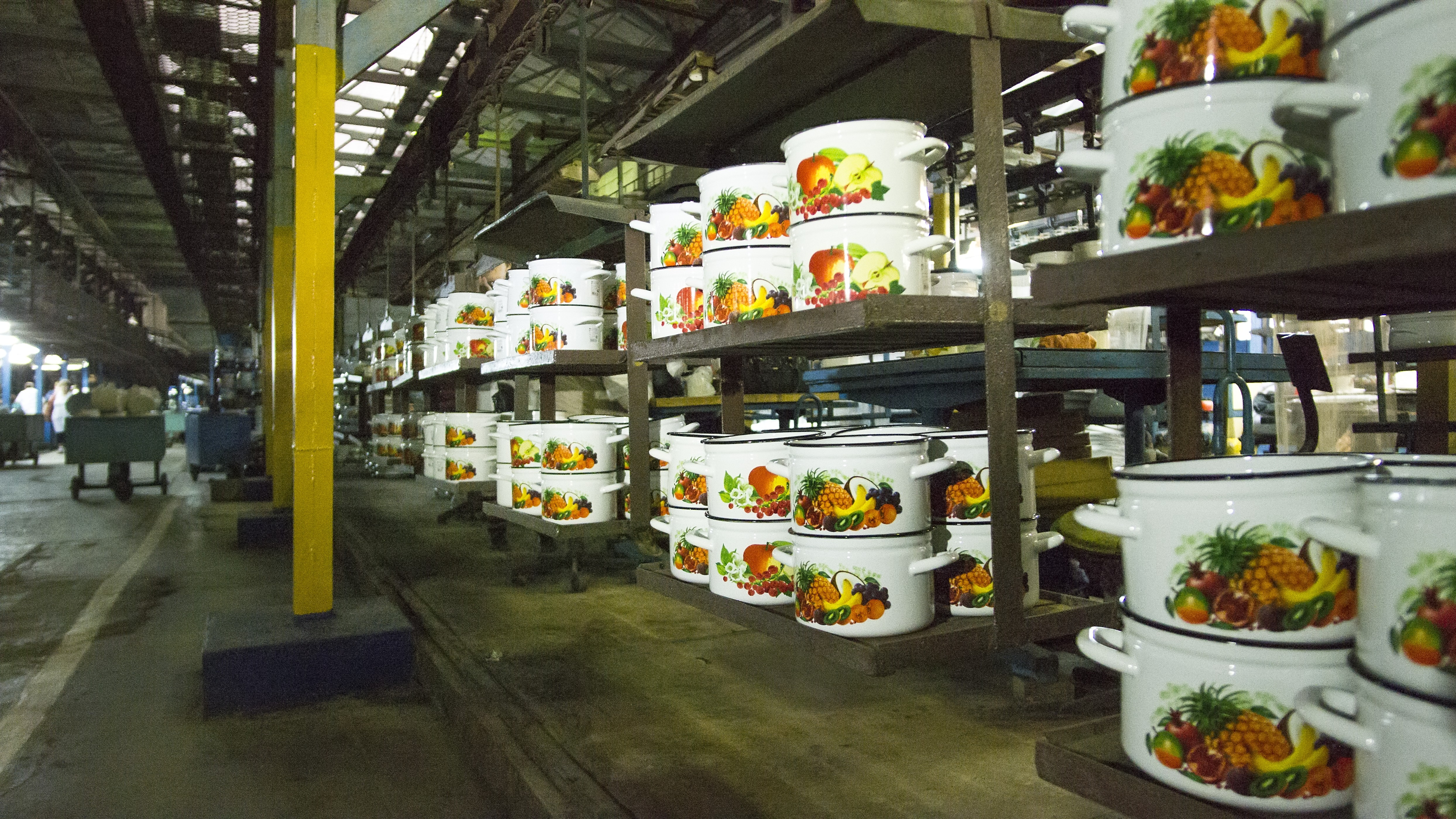

В июне 1996 года Кабинет министров Украины утвердил решение о приватизации предприятия.
В ходе реструктуризации ОАО «КМК им. Войкова» выделились два независимых предприятия ООО «Керченский стрелочный завод» с 1.07.2002 г. и ООО «Эмаль и Ко» с 1.04.2003 года.
В марте 2017 года было образовано ГУП РК «Керченский металлургический завод», объединив в себе два вышеназванных предприятия.

## Завод сегодня

### Керченский стрелочный завод
В состав предприятия вошли три основных цеха по выпуску продукции — цех стрелочных переводов, литейный и механо-кузнечный цеха. Имеется два основных производства:

Цех деколи.

- Цех деколи.производство стрелочных переводов — мощность — 3,5 тыс. комплектов в год;
- литейное производство — годовой объём до 8 тыс. тонн чугунного литья и стального литья;

### ПАО «Керченский металлургический комбинат»
Был образован в 2003 году как ООО «Эмаль и Ко». В состав предприятия вошли цеха стальной эмалированной посуды, деколи и пластмассовых изделий. Основная продукция предприятия стальная эмалированная посуда (кастрюли, чайники и др.) и изделия из пластмассы.
В данный момент предприятие называется ООО «Керченский металлургический комплекс» (с 2015 Краснодарский металлургический комплекс).
В него входит 3 цеха:
- цех стальной эмалированной посуды;
- цех пластмассовых изделий;
- цех декалькомании.

Основная выпускаемая продукция: стальная эмалированная посуда которая пользуется спросом как на Украине так и за рубежом. Объём производства: 400—500 тонн в месяц. Количество сотрудников: около 2500 человек.

### ГУП РК «Керченский металлургический завод»
В настоящее время комбинат прекратил своё существование в прежнем виде. Ранее на его территории располагалось два крупных независимых друг от друга промышленных предприятия, которые в марте 2017 года были объединены в одно унитарное предприятие «Керченский металлургический завод».
Сегодня завод специализируется на производстве стального и чугунного литья, продукции для верхнего строения пути железных дорог (стрелочных переводов), стальной эмалированной посуды, трафаретной декалькомании, а также пластмассовых и резинотехнических изделий для нужд железнодорожного транспорта.
Мощности завода позволяют производить в год до 4300 комплектов стрелочных переводов, 30 000 тонн чугунного и стального литья, 25 000 тонн посуды и 3,6 миллиона листов декалькомании.
В ноябре 2019 года парламент Крыма согласовал приватизацию акционерных обществ «Крым-Вино» и «Керченский металлургический завод».